# Миниатюрист (мини-сериал)
«Минитюарист» (англ. The Miniaturist) — мини-сериал, вышедший в 2017 году на BBC Television. Является адаптацией одноимённого дебютного романа Джесси Бёртон. Сериал был снят режиссёром Гиллемом Моралесом, главные роли исполнили Аня Тейлор-Джой, Ромола Гараи и Алекс Хасселл. В Великобритании впервые транслировался в двух частях с 26 по 27 декабря 2017 года на BBC One. В США он транслировался в трех частях с 9 по 27 сентября 2018 года на канале PBS.

## Сюжет
Действие происходит в Амстердаме в конце XVII в. Юная провинциалка Петронелла Ортман (Аня Тейлор-Джой) выходит замуж за богатого купца Йохана Брандта. В качестве подарка она получает от него миниатюрную модель дома. Однако муж не спешит с консуммацией брака, отношения с его сестрой Марин Брандт (Ромола Гараи) у Петронеллы сложные, да и с миниатюрным домиком происходит что-то странное.

## В ролях
| Актёр             | Роль              |
| ----------------- | ----------------- |
| Аня Тейлор-Джой   | Петронелла Брандт |
| Ромола Гарай      | Марин Брандт      |
| Алекс Хэсселл     | Йоханнес Брандт   |
| Хейли Сквайрс     | Корнелия          |
| Паапа Эссьеду     | Отто              |
| Эмили Беррингтон  | миниатюрист       |
| Джеффри Стретфилд | Франс             |
| Эшлин Макгакин    | Агнес             |

## Критика
Сериал получил положительные отзывы кинокритиков. На сайте Rotten Tomatoes у него 76 % положительных оценок на основе 17 рецензий. Издание Evening Standard в статье о сериале отметило: несмотря на то, что сюжет фильма основан на событиях конца XVII века, раскрытые в нём темы феминизма и установления идентичности в обществе, полном ограничений, смотрятся очень современно.